# Теодора Духовникова
Теодора Духовникова е българска актриса.

## Биография
Теодора Иванова е родена на 14 декември 1977 г. в София. Като дете, през 80-те години, участва в телевизионни филми за Българската телевизия. Средно образование получава в НГДЕК.
През 2000 г. завършва НАТФИЗ със специалност „актьорско майсторство за драматичен театър“ в класа на професор Снежина Танковска и доцент Андрей Баташов.

### Актьорска кариера

#### Кариера в театъра
След дипломирането си играе в Театър „София“, а през 2005 г. е в трупата на Народния театър „Иван Вазов“, след като преди 2 години дебютира на сцената в ролята на Саломе в едноименната пиеса.
Най-известните ѝ роли са г-ца Д`Олбак в „Развратникът“ от Ерик-Еманюел Шмит, Мерилин в „Ръкомахане в Спокан“ от Мартин Макдона, Оливия в „Идеалният мъж“ от Оскар Уайлд, Мария в „Процесът срещу богомилите“ от Стефан Цанев, Регина в „Лисичета“ от Лилиан Хелман, Бистра в „Когато гръм удари, как ехото заглъхва“ и други.
Играе на сцената на Театър 199 в постановката „Гарванът“ от Калина Попянева на режисьора Бина Харалампиева.

#### Кариера в киното и телевизията
Духовникова участва в множество български филми и сериали, телевизионни реклами и фотосесии. Сред най-известните й роли на малкия и големия екран са Елица Владева в криминалния сериал „Под прикритие“, Божура Джезелова в историческия сериал „Дървото на живота“, Ана във драматичния филм „Вездесъщият“, Биляна в „Дъвка за балончета“, Виктория Дамянова в шестия сезон на лекарския сериал „Откраднат живот“ и Мия Язова в криминалния сериал „Дяволското гърло“ и др.
През 2023 г. играе Царица Мириам в историческия сериал „Войната на буквите“ на Людмила Филипова.

#### Кариера на озвучаваща актриса
Духовникова  е българският глас на разказвача в късометражния филм „Сляпата Вайша“, по разказа на Георги Господинов.

## Участия в театъра
Театър „София“
1. г-ца Д`Олбак в „Развратникът“ от Ерик-Еманюел Шмит
2. Лора в „Любовни булеварди“ от Стефан Цанев
3. Мерал в „Полковникът и птиците“ от Христо Бойчев

Народен театър „Иван Вазов“
1. 2003 – Саломе в „Саломе“ от Оскар Уайлд
2. Оливия в „Идеалният мъж“ от Оскар Уайлд – режисьор Тиери Аркур, превод Красимира Тодорова[10][11][12]
3. 2005 – Люсинда от „Лекар по неволя“ от Жан-Батист Молиер – режисьор Мариус Куркински
4. 2006 – Магдалена от „Домът на Бернарда Алба“ от Федерико Гарсия Лорка
5. 2006 – Доня Елвира в „Дон Жуан“ от Жан-Батист Молиер – режисьор Александър Морфов[13][14][15]
6. 2007 – Тони от „Бетовен 21“ от Константин Илиев
7. 2008 – Скай в „Моногамният“ от Кристофър Кайл
8. Алитея Пинчуайф в „Да си вземеш жена от село“ от Уилям Уичърли – режисьор Никола Петков
9. 2010 – „Онзи, който се хили“ от Венцислав Кулев – режисьор Гаро Ашкиян[16]
10. 2011 – Мерилин от „Ръкомахане в Спокан“ от Мартин Макдона – режисьор Явор Гърдев[17][18][19][20]
11. 2012 – Вера от „Лов на диви патици“ от Александър Вампилов – режисьор Юрий Бутусов[21][22]
12. 2013 – „Всичко ни е наред“ от Дорота Масловска – режисьор Десислава Шпатова[23][24][25]
13. 2014 – Емили Питърс в „Солунските съзаклятници“ от Георги Данаилов – режисьор Стефан Цанев[26][27][28]
14. 2015 – Ана Комнина в „Процесът против богомилите“ от Стефан Цанев – режисьор Маргарита Младенова[29][30][31]
15. 2017 – Регина в „Лисичета“ от Лилиан Хелман – режисьор Бина Харалампиева, превод Павел Спасов[32][33][34]
16. 2018 – Маря Львовна в „Nеодачници“ по Максим Горки – режисьор Иван Пантелеев[35][36]
17. 2018 – Лора в „Бащата“ от Флориан Зелер – режисьор Диана Добрева[37][38][39]
18. 2019 – Бистра в „Когато гръм удари, как ехото заглъхва“ от Пейо Яворов – режисьор Бина Харалампиева[40][41][42][43][44][45]
19. 2020 – „Синът“ от Флориан Зелер – режисьор Диана Добрева[46][47][48]
20. 2020 – „Капитал(на) грешка“ от Йодьон фон Хорват – режисьор Иван Пантелеев[49][50][51]
21. 2022 – „Тъгата на кралиците“ от Яна Борисова – режисьор Стилиян Петров[52][53][54][55]

Театър 199 „Валентин Стойчев“
- 2013 – Сестрата в „Гарванът“ от Калина Попянева – режисьор Бина Харалампиева[56][57][58]

Театър „Сълза и смях“
- „Убийството на Гонзаго“ от Недялко Йорданов – режисьор Недялко Йорданов[60]

Драматично-куклен театър „Васил Друмев“
- „Агенти“ – сценична версия и постановка Владимир Пенев[61]

## Филмография
- „Леден сън“ (2005) – Миглена, приятелката на д-р Тодоров и бъдеща жена на Крум
- „Прогноза“ (2008) – Маргарита
- „Капитанската дъщеря“ (2010)
- „Под прикритие“ (2012 – 2013) – Елица Владева, журналистка, главен редактор на вестника на Джаро – „Нов свят“
- „Дървото на живота“ (2013) (24 серии) – Божура Джелезова
- „Събирач на трупове“ (2015) – Катя
- „Бойка: Фаворитът“ (2016) (САЩ, България) – Алма
- „Сляпата Вайша“ (2016) – разказвач на български език
- „Вездесъщият“ (2017) – Ана
- „Дъвка за балончета“ (2017) – Биляна
- „Откраднат живот“ (2018) – Виктория Дамянова[62]
- „Дяволското гърло“ (2019) – Мия Язова, криминален психолог[63]
- „Войната на буквите“ (2023) – Царица Мариам[64]
- „Те, вълните“ (2025) (сериал) – Надя

## Други дейности
Духовникова понякога се занимава и с модни фотосесии.
През октомври 2020 г. е лице на кампанията „Ансуеър“, заедно с Койна Русева и Радина Боршош.